# كالوم بريستون
كالوم بريستون (بالإنجليزية: Callum Preston)‏ (7 نوفمبر 1995 في المملكة المتحدة - ) هو لاعب كرة قدم بريطاني في مركز حراسة المرمى. شارك مع منتخب ويلز تحت 19 سنة لكرة القدم. أما مع النوادي، فقد لعب مع برمنغهام سيتي ونادي كرولي تاون وتيلفورد يونايتد ونادي ووستر سيتي.

## وصلات خارجية
- كالوم بريستون على موقع قاعدة بيانات كرة القدم.إي يو (الإنجليزية)
- كالوم بريستون على موقع Soccerbase.com (لاعب) (الإنجليزية)
- كالوم بريستون على موقع Soccerway.com (الإنجليزية)